# Ecologia dels mitjans
L'Ecologia dels mitjans és una teoria que analitza tota la tecnologia que està pensada per ser utilitzada en la comunicació, des de l'escriptura fins als mitjans digitals, i que a través d'ella es generen situacions o opinions que afecten els subjectes que l'utilitzen. Hi ha un enfocament teòric basat en les aportacions d'investigadors com Harold Innis, Marshall McLuhan, Neil Postman o Walter Ong, els qui van abordar la problemàtica dels mitjans des d'una perspectiva ambiental on cap mitjà adquireix sentit o existència de manera aïllada, sinó en constant interrelació amb altres mitjans. També es pot dir que els mitjans i les tecnologies en general afecten la percepció i la cognició de manera gairebé imperceptible per les persones. Però per entendre aquest concepte cal repassar quins són els autors principals que van desenvolupar les principals teories i quin enfocament teòric se li dona en l'actualitat.
L'ecologia dels mitjans és l'estudi dels entorns mediàtics, la idea que la tecnologia i les tècniques, els modes d'informació i els codis de comunicació exerceixen un paper fonamental en els afers humans. L'ecologia dels mitjans és l'Escola de Toronto i l'Escola de Nova York. És el determinisme tecnològic, tant el dur com el tou, i l'evolució tecnològica. És la lògica dels mitjans, la teoria dels mitjans, la mediologia. Són els estudis de McLuhan, els estudis d'oralitat i alfabetització, els estudis culturals nord-americans. És la gramàtica i la retòrica, la semiòtica i la teoria de sistemes, la història i la filosofia de la tecnologia. És el postindustrial i el postmodern, el prealfabetitzat i el prehistòric.

## Introducció
Les teories de la comunicació provoquen un gran debat en el tema, que es caracteritza per la seva heterogeneïtat segons R. T. Craig:
"Les diverses tradicions de la teoria de la comunicació ofereixen diferents camins per conceptualitzar i discutir les pràctiques i problemes comunicatius. Aquests camins deriven de certs llocs comuns i creences sobre la comunicació, al mateix temps que problematitzen d'altres. És en aquest diàleg entre tradicions, que la teoria de la comunicació pot ser plenament interconnectada amb la pràctica discursiva (o meta discursiva) sobre la comunicació en la societat "
Segons Carlos A. Scolari:
"Podria dir-se que les teories de la comunicació no han estat una altra cosa que una gran conversa destinada a aclarir el significat de la paraula comunicació"
Al llarg del temps les teories de la comunicació han estat classificades de diferents maneres: a partir del seu origen disciplinari (sociologia, psicologia, antropologia), dels seus sistemes explicatius (cognitiu, sistèmic), dels seus nivells d'organització (interpersonal, grupal, institucional, massiva), de les seves premisses epistemològiques (empíriques, crítiques) o de la seva concepció implícita de la pràctica comunicacional (retòrica, semiòtica, fenomenològica)
Pel que fa a les teories de l'ecologia dels mitjans, es tracta d'una teoria ampliada que inclou tots els processos de comunicació, des de les relacions entre els mitjans i l'economia, fins a les transformacions perceptives i cognitives que viuen els individus a partir de la seva exposició a les tecnologies de la comunicació. L'ecologia dels mitjans no es concentra en cap mitjà en especial, ni en un període limitat: La seva reflexió comença amb la transició a l'oralitat a l'escriptura i arriba fins als nostres dies on estem envoltats de vida digital.

## McLuhan i els seus precursors

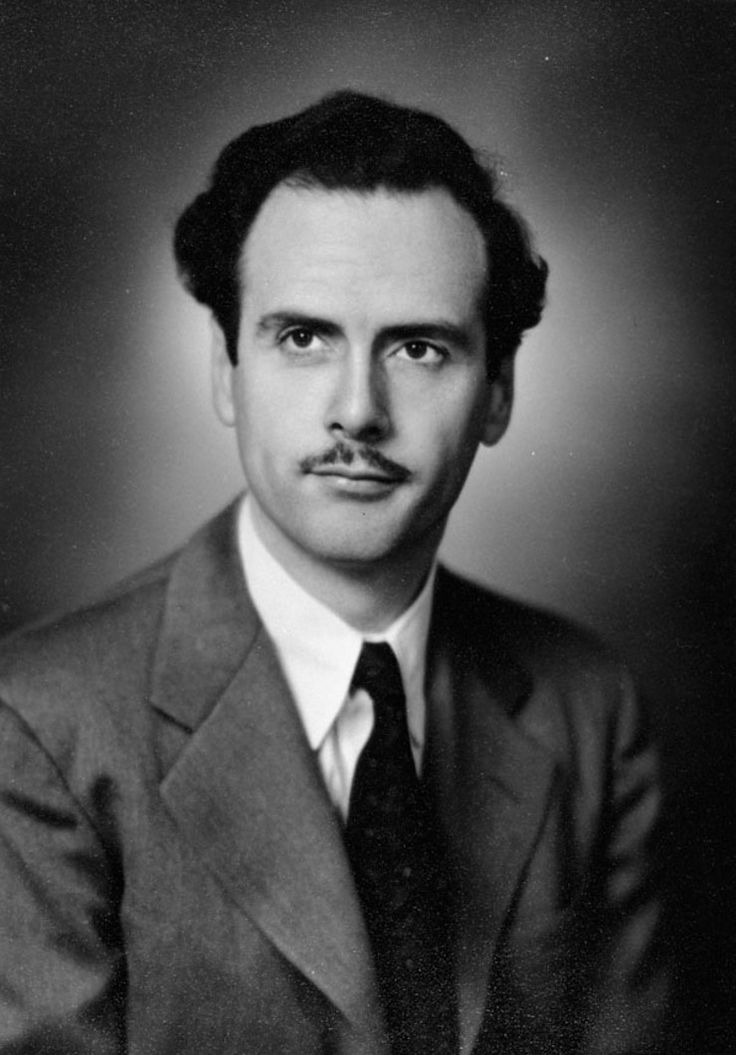
Marshall McLuhan, 1945.

En la recerca i els enfocaments crítics, l'ecologia dels mitjans va trigar un temps a guanyar-se un lloc en el camp acadèmic dels mitjans de comunicació. A poc a poc els ecòlegs dels mitjans van anar guanyant terreny i avui tenen la seva pròpia organització - la Media Ecology Association-, una publicació científica - Explorations in Media Ecology- i un espai dins d'organitzacions - la International Comunication Association-.
La consolidació d'una visió ecològica dels mitjans i la comunicació va ser paral·lela a la difusió de les idees ecologistes a partir dels anys seixanta. El concepte d'ecologia dels mitjans va ser introduït per Neil Postman, i reconeixia que Marshall McLuhan l'havia utilitzat a principis d'aquesta dècada, en l'època de major brillantor intel·lectual del canadenc (The Gutenberg Galaxy és de 1962 i Understanding Media de 1964). Però altres estudiosos prefereixen atribuir a Postman el mèrit de l'encunyació semàntica (Lum 2006). Es pot dir que amb Postman es produeix el salt d'un ús purament metafòric del terme ecologia dels mitjans, a l'inici de la delimitació d'un camp científic determinat. Ell va apostar pel nou concepte: el 1971 va crear el primer programa de Media Ecology (Ecologia dels mitjans) a la New York University, d'aquesta manera s'aconseguia el primer pas en la institucionalització acadèmica de l'ecologia dels mitjans.
Més enllà de l'origen semàntic de l'ecologia dels mitjans, és evident que aquesta concepció que pretén integrar diferents components i processos de l'esfera tecno-soci-comunicacional, no va néixer per generació espontània ni per la genial il·luminació momentània de McLuhan o Neil Postman. Tal com sostenia Borges a propòsit de Kafka i els seus precursors, podem identificar un seguit d'investigadors que eren "mcluhanians" abans de McLuhan.

### Precursors
Tots els textos dedicats a l'ecologia dels mitjans reconeixen de forma gairebé unànime l'existència d'una primera generació de precursors. Aquests són alguns d'ells: 
- Lewis Mumford (1895-1990): Els ecòlegs dels mitjans no dubten a considerar la gran obra fundacional que va elaborar, Technics and Civilization (1934). Al llarg de la seva vida, va dur a terme un programa d'investigació d'inspiració ecològica basat en les coordenades d'urbanització, la comunicació de masses i tecnologia. Technics and Civilization explica l'evolució tecnològica de la humanitat que parteix de la fase de les societats tradicionals artesanals, continua amb la societat industrial basada en la màquina de vapor i la societat fundada en l'energia elèctrica. Mumford plantejava un paral·lelisme entre l'orgànic i el tècnic, que superava els vells enfocaments mecanicistes basats en conceptes com ara l'ordre, control, eficiència i poder. Després la Segona Guerra Mundial, Munford qüestionarà la creixent distància entre biologia i la tecnologia per culpa dels processos de mecanització i industrialització.

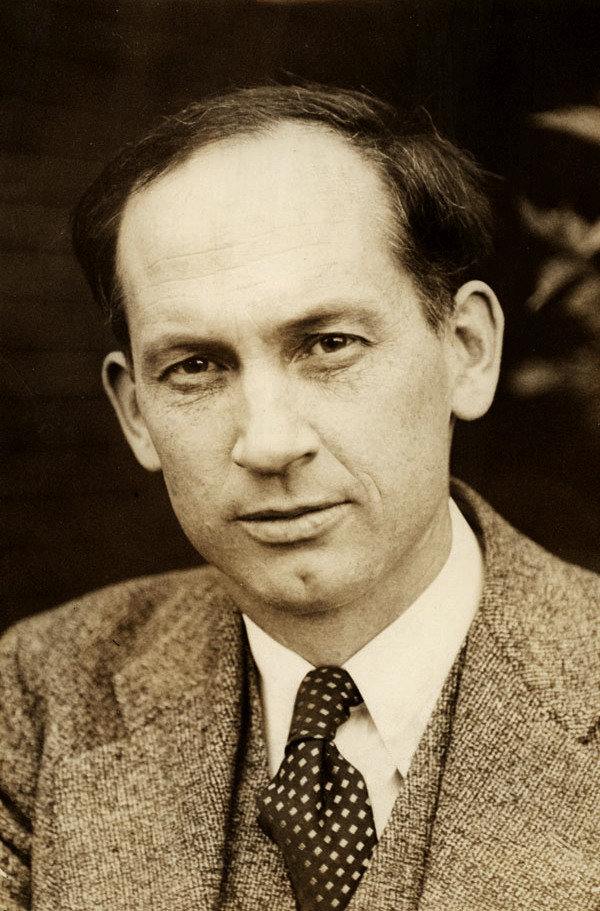
Harold Innis, 1920.

- Harold Innis, 1920.Harold Innis (1894-1952): Va ser el primer a explicar la història posant els processos de comunicació al centre de la seva mirada. Per tant, Innis va centrar el seu estudi en les tecnologies que permetien el flux de la informació i el coneixement a les persones. La seva perspectiva el portava a vincular, per exemple, el desenvolupament del telègraf amb la premsa del segle xix i la creixent demanda d'informacions actualitzades. En Empire and Communications, Innis ens explica la història de Babilònia, Egipte, Grècia, Roma i l'edat mitjana a partir dels seus sistemes de comunicació, cobrint l'arc temporal que va des de les tauletes d'argila i el papir, fins al llibre imprès. Els seus enfocaments eren complementaris: si la visió d'Innis vinculava la tecnologia de la comunicació a les formes d'organització social i l'economia, la de McLuhan relacionava els mitjans amb l'organització sensorial i el pensament dels subjectes.
- Eric Havelock (1903-1988): Va ser un investigador britànic expert en la cultura clàssica. Havelock és considerat un expert en la transició de l'oralitat a l'escriptura en la societat grega. Els seus estudis, dedicats a les transformacions de la cultura grega des de la consolidació de l'alfabetisme, van influir profundament a Harold Innis, i Marshall McLuhan

### Principals pensadors
- ·Marshall McLuhan (1911-1980): Es va posicionar dins i fora de l'àmbit científic una mirada ecològica dels processos mediàtics contemporanis. En els anys seixanta era un investigador amb una certa fama mediàtica. McLuhan va actualitzar i va integrar en un enfocament únic els plantejaments d'alguns precursors com Lewis Mumford, Sigfried Giedion, Harold Innis i Eric Havelock. McLuhan deia que els mitjans formen un ambient o entorn sensorial en el qual ens movem com un peix a l'aigua; no ens adonem de la seva existència fins que, per algun motiu, deixem de percebre'ls. La seva ecologia està centrada cap a les percepcions dels subjectes: els humans modelem els instruments de comunicació, però, al mateix temps, ells ens remodelen. L'altre element destacable prové de les seves diferenciades formes d'expressió: la seva escriptura en format mosaic, la facilitat per crear eslògans i conceptes inoblidables, i el salt intertextual permanent entre el mediàtic, el literari i el tecnològic. Algunes de les seves obres s'han convertit en referències bàsiques en l'estudi d'aquesta disciplina: The Gutenberg Galaxy: The Making of Typographic Man (1962), Understanding Media: The Extensions of Man (1964), The Medium is the Massage: An Inventory of Effects (1967, amb Quentin Fiore) i Laws of Mitjana: The New Science (1988, amb Eric McLuhan). A principis dels 90, l'aparició de l'Internet tal com el coneixem ara i la consolidació a escala global de cadenes televisives (MTV i CNN) van portar a una renaixença de les idees de Marshall McLuhan.
- Neil Postman (1931-2003): Va deixar la docència per passar a ser un dels grans pensadors dels mitjans entre els anys 1970-2000. Postman va desenvolupar una visió ecològica, crítica i ètica del sistema mediàtic nord-americà. Per a ell, el canvi tecnològic no era additiu, sinó ecològic, i ho explicava amb un exemple: “si deixem caure una gota de pintura vermella en un recipient amb aigua, es dissol en tot el líquid, pintant cadascuna de les molècules”. Per Postman, l'arribada d'un nou mitjà no es limita a afegir alguna cosa, sinó que ho canvia tot, per exemple: L'any 1500, després de la invenció de la impremta, no hi havia una vella Europa i la impremta, sinó que hi havia una Europa totalment nova. La figura de Postman és fonamental per a l'ecologia dels mitjans, no només per les seves aportacions teòriques, sinó també per haver creat, el 1971, el primer programa de grau en ecologia dels mitjans en la Steinhardt School of Education (New York University), on van estudiar, inspirar i col·laborar a diferents investigadors com Paul Levinson, Joshua Meyrowitz, Jay Rosen, Lance Strate i Dennis Smith.
- Walter Ong (1912-2003): Va ser un dels grans expert en la transició de l'oralitat a l'escriptura. Les seves investigacions al llarg de mig segle van analitzar aquesta transició en les seves diferents dimensions, ja siguin literàries, teòriques, socials, educatives, culturals, històriques i fins i tot bíbliques. Algunes de les seves obres van ser: Orality and Literacy (1982), The Presence of the Word (1967), Rhetoric, Romance, and Technology (1971) i Interfaces of the Word (1977) (Soukup 2005).

## L'ecologia dels mitjans, la globalització i lesTIC(tecnologies de la informació i la comunicació) en l'actualitat
Amb el temps, els investigadors lligats a l'ecologia dels mitjans s'han demostrat interessats en les noves formes multimèdia i interactives de comunicació, fet lògic en l'època la qual vivim. En un món marcat per profunds canvis en les formes de produir, distribuir i consumir el coneixement, la comparació amb altres processos del passat, com el descobriment de l'escriptura o la invenció de la impremta de tipus mòbils, és bàsica. Alguns investigadors de les noves tecnologies no dubten a trobar semblances entre l'actual transformació tecnocultural que viu la nostra societat amb el descobriment de la impremta al segle xv.
Paul Levinson deia que "Es podria entendre que els estudis realitzats en el segle passat són paral·lelament vàlids, tant en aquell moment com en l'actualitat."
Cada cop més, l'estudi d'aquesta disciplina es torna més bàsic i fonamental si es pretén entendre la societat actual, i és que en un món tan canviant, en què les tecnologies queden obsoletes en qüestió de mesos, aquestes reflexions són summament necessàries per a entendre cada procés que es duu a terme (noves tecnologies, noves tendències de comunicació, tendències ideològiques, etc.).
Si parlem de globalització, cal tenir en compte que no neix en un moment concret, és fruit d'una constant evolució. I és que abans de la globalització tecnològica hi ha una tecnologia que ho provoca.
A causa de la globalització s'ha provocat un accés d'informació, i en comptes de ser beneficiari per cada individu el que provoca és la saturació i, per tant, evita l'evolució del coneixement, ja que hi ha més informació de la que es pot processar.
Les tecnologies aporten beneficis a la societat, però també comporten sacrificis, ja que la dependència va en augment. La tecnologia desperta en la societat una certa tecnofília entre la població, per això s'estan desenvolupant noves teories de la comunicació que posen com a centre neuràlgic les TIC.
Si pensem en la societat, les tecnologies arrelen a la vida quotidiana de cada persona i provoquen canvis importants, no sempre bons. Les tecnologies poden provocar en la persona la solitud interactiva, que ve donada per la necessitat d'estar constantment connectada i, per tant, aïllada del món físic que l'envolta. La dificultat per controlar el temps que es passa connectat és un altre aspecte, ja que s'entra dins d'una dimensió sense control temporal i pot arribar a ser excessiu. I finalment podem parlar d'una falsa aproximació entre emissor i receptor gràcies a les noves tecnologies. Aquest fet és donat perquè l'emissor si que pot enviar un missatge a un receptor que es troba a milers de quilòmetres de manera instantània, però la tendència és que el receptor interpreti el missatge de manera equivocada i doni lloc a mal entesos i es generi, d'aquesta manera, una comunicació totalment errònia.
A més, també podem observar les TIC des d'un punt de vista científic, i és que la perspectiva interpretativa de les teories de la comunicació es dedica amb cos i ànima a analitzar les interaccions socials de les persones amb les TIC. Des d'una perspectiva funcionalista es considera les TIC com a instruments d'emancipació dels ciutadans, ja que donen molt poder sobre la comunicació. Pel que fa a la perspectiva crítica, tracta de desemmascarar les contradiccions dels discursos que de manera eufòrica defensen la societat de la informació. Però és difícil que les diferents posicions arribin algun dia a un acord sobre les TIC i la seva influència en la societat. Això és degut al fet que la comunicació és un fenomen complex i polifacètic i, per tant, es pugui estructurar de maneres diferents. També cal recordar que el camp de les teories de la comunicació és un camp viu i actiu i que per tant està en constant evolució.
El que sí que és clar és que les recerques sobre els nous mitjans donaran lloc a moltes noves teories, però que no tenen per què deixar obsoletes a les teories més clàssiques.